# Liste der brasilianischen Botschafter in Israel

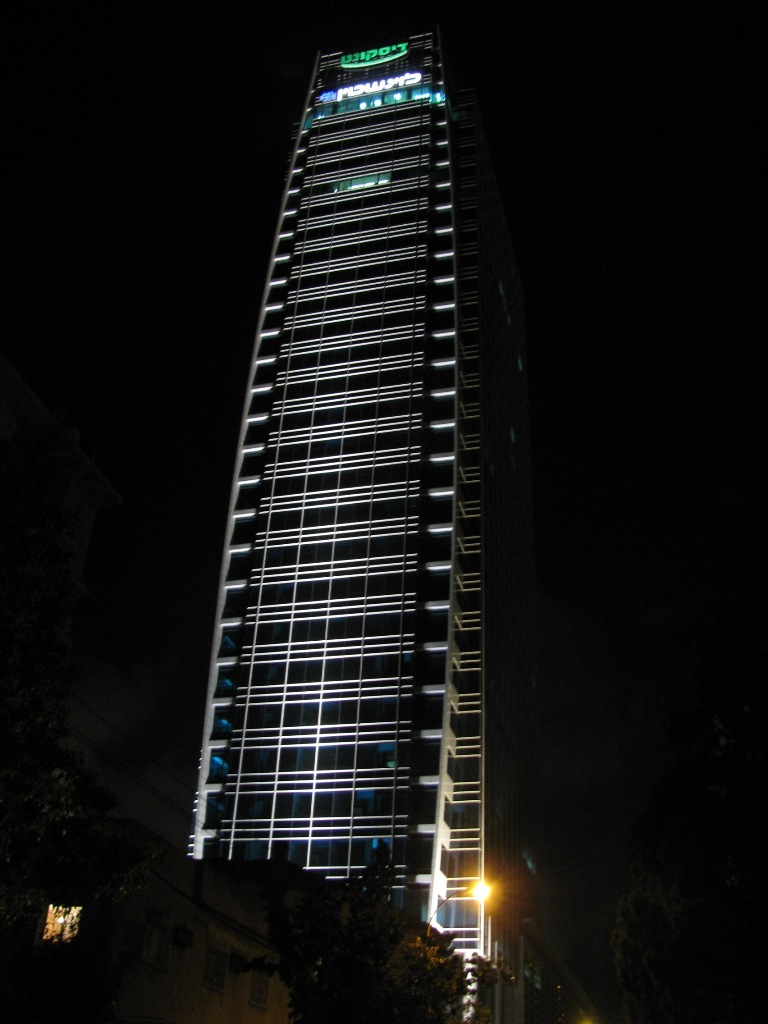
Die brasilianische Botschaft befindet sich in der 30. Etage des Bank Discount Tower, Rua Yehuda Ha Levi, 23 in Tel-Aviv.

Bis 2010 war der Botschafter in Tel Aviv regelmäßig auch in Nikosia akkreditiert.
| Ernannt       | Name                                                    | Bemerkungen     | ernannt während der Regierung von    | akkreditiert während der Regierung von | Posten verlassen |
| ------------- | ------------------------------------------------------- | --------------- | ------------------------------------ | -------------------------------------- | ---------------- |
| 5. März 1952  | José Fabrino de Oliveira Baião                          | [ 2 ]           | Getúlio Vargas                       | Yitzhak Ben-Zvi                        | 13. Juli 1954    |
| 1954          | Lyle Amaury Tarrisse da Fontoura                        | Geschäftsträger | João Café Filho                      | Yitzhak Ben-Zvi                        |                  |
| 21. Dez. 1954 | Nelson Tabajara de Oliveira                             |                 | João Café Filho                      | Yitzhak Ben-Zvi                        | 6. Feb. 1959     |
| 1959          | Amaury Banhos Pôrto de Oliveira                         | Geschäftsträger | Juscelino Kubitschek                 | Yitzhak Ben-Zvi                        |                  |
| 2. Mai 1959   | Odette de Carvalho e Souza                              |                 | Juscelino Kubitschek                 | Yitzhak Ben-Zvi                        | 6. Aug. 1961     |
| 1961          | Cláudio Luiz dos Santos Rocha                           | Geschäftsträger | Jânio Quadros                        | Yitzhak Ben-Zvi                        |                  |
| 23. Aug. 1961 | João Batista Barreto Leite Filho                        |                 | Jânio Quadros                        | Yitzhak Ben-Zvi                        | 13. Apr. 1964    |
| 1964          | Carlos Norberto de Oliveira Pares                       | Geschäftsträger | João Goulart                         | Zalman Shazar                          |                  |
| 1964          | Walter Wehrs                                            | Geschäftsträger | João Goulart                         | Zalman Shazar                          | 1965             |
| 20. Feb. 1965 | Aluysio Guedes Regis Bittencourt                        |                 | Humberto Castelo Branco              | Zalman Shazar                          | 29. Aug. 1967    |
| 1967          | Danilo Adão Mayr                                        | Geschäftsträger | Artur da Costa e Silva               | Zalman Shazar                          |                  |
| 5. Dez. 1967  | José Osvaldo de Meira Penna                             |                 | Artur da Costa e Silva               | Zalman Shazar                          | 22. Sep. 1970    |
| 1970          | Adhamar Soares de Carvalho                              | Geschäftsträger | Emílio Garrastazu Médici             | Zalman Shazar                          |                  |
| 1970          | Rubens de Souza Sarmento                                | Geschäftsträger | Emílio Garrastazu Médici             | Zalman Shazar                          |                  |
| 1970          | Adhamar Soares de Carvalho                              | Geschäftsträger | Emílio Garrastazu Médici             | Zalman Shazar                          | 1971             |
| 25. Jan. 1971 | Luiz de Almeida Nogueira Porto                          |                 | Emílio Garrastazu Médici             | Zalman Shazar                          | 20. Apr. 1973    |
| 1974          | Miguel Paulo José Maria da Silva Paranhos do Rio-Branco |                 | Ernesto Geisel                       | Ephraim Katzir                         | 22. Jan. 1975    |
| 23. Jan. 1975 | Aloysio Ribeiro Vieira                                  | Geschäftsträger | Ernesto Geisel                       | Ephraim Katzir                         | 6. Feb. 1975     |
| 7. Feb. 1975  | Miguel Paulo José Maria da Silva Paranhos do Rio Branco |                 | Ernesto Geisel                       | Ephraim Katzir                         | 15. Juni 1975    |
| 16. Juni 1975 | Aloysio Ribeiro Vieira                                  | Geschäftsträger | Ernesto Geisel                       | Ephraim Katzir                         | 19. Juli 1975    |
| 20. Juli 1975 | Miguel Paulo José Maria da Silva Paranhos do Rio Branco |                 | Ernesto Geisel                       | Ephraim Katzir                         | 31. Dez. 1975    |
| 1977          | Vasco Mariz                                             |                 | Ernesto Geisel                       | Ephraim Katzir                         | 1982             |
| 1984          | Lauro Soutello Alves                                    |                 | João Baptista de Oliveira Figueiredo | Chaim Herzog                           |                  |
| 1988          | Mauricio Roberto Oswaldo Viera                          | Geschäftsträger | José Sarney                          | Chaim Herzog                           |                  |
| 1987          | Asdrúbal Pinto de Ulysséa                               |                 | José Sarney                          | Chaim Herzog                           | 1991             |
| 29. Mai 1991  | Ivan Oliveira Cannabrava                                |                 | Fernando Collor de Mello             | Chaim Herzog                           | 1995             |
| 7. Dez. 1995  | Pedro Paulo Pinto Assumpção                             |                 | Fernando Henrique Cardoso            | Ezer Weizman                           | Juni 1999        |
| 21. Sep. 1999 | José Nogueira Filho                                     |                 | Fernando Henrique Cardoso            | Ezer Weizman                           | 4. Dez. 2002     |
| 4. Dez. 2002  | Sérgio Eduardo Moreira Lima                             |                 | Fernando Henrique Cardoso            | Mosche Katzaw                          | 11. Juli 2006    |
| 11. Juli 2006 | Pedro Motta Pinto Coelho                                |                 | Luiz Inácio Lula da Silva            | Mosche Katzaw                          | 28. Apr. 2010    |
| 28. Apr. 2010 | Maria Elisa de Bittencourt Berenguer                    | Embaixadora     | Luiz Inácio Lula da Silva            | Shimon Peres                           | 5. Juni 2013     |
| 5. Juni 2013  | Henrique da Silveira Sardinha Pinto                     |                 | Dilma Rousseff                       | Shimon Peres                           | 15. Dez. 2016    |